# Седа (остановочный пункт)
Се́да (латыш. Seda) — остановочный пункт на линии Рига — Лугажи, ранее являвшейся частью Псково-Рижской железной дороги
Находится на территории Планьской волости (Валмиерский край) между станциями Стренчи и Сауле (станция), на расстоянии около 300 метров от границы города Седа.
На станцию Седа ведут P26 Седская подъездная автодорога и местная автодорога V239 станция Седа — Стренчи.

## История
Для нужд жителей посёлка торфяного завода в 1972 году открыт остановочный пункт Седа. Стоит отметить, что остановочный пункт, называвшийся Седе, значился в расписании главного управления железных дорог в 1919 и 1920 гг, однако находился он примерно на 1 км дальше от Стренчи, чем платформа Седа.

## Движение поездов
С декабря 2019 года остановка поездов прекращена из-за низкого спроса.